# Ilex yutajensis
Ilex yutajensis är en järneksväxtart som beskrevs av John Julius Wurdack. Ilex yutajensis ingår i släktet järnekar, och familjen järneksväxter. Inga underarter finns listade i Catalogue of Life.